# Volta a Alemanya 2022
La Volta a Alemanya 2022, 36a edició de la Volta a Alemanya, es disputà entre el 24 i el 28 d'agost de 2022 sobre un recorregut de 710,6 km repartits en cinc etapes. La cursa formava part del calendari de l'UCI ProSeries 2022, amb una categoria 2.Pro.
El vencedor final fou el britànic Adam Yates (Ineos Grenadiers), que s'imposà per 22 segons al basc Pello Bilbao (Bahrain Victorious). Ruben Guerreiro (EF Education-EasyPost) completà el podi.

## Equips
L'organització convidà a prendre part en la cursa a catorze equips UCI WorldTeams, dos ProTeams, tres equips continentals i una selecció nacional:
| WorldTeams (14)- AG2R Citroën Team - Bahrain Victorious - Bora-Hansgrohe - EF Education-EasyPost - Ineos Grenadiers - Intermarché-Wanty-Gobert Matériaux - Israel-Premier Tech - Jumbo-Visma - Lotto-Soudal - UAE Team Emirates - Trek-Segafredo - Team DSM - Quick-Step Alpha Vinyl - Movistar Team ProTeams (2)- Alpecin-Deceuninck - B&B Hotels-KTM Equips continentals (3)- Lotto-Kern Haus - Saris Rouvy Sauerland Team - Dauner-AKKON Equip nacional- Alemanya |
| |

## Etapes
| Etapa    | Data      | Ciutats d'etapa                     | type                    | Distància (km) | Vencedor de l'etapa           | Líder de la general |
| -------- | --------- | ----------------------------------- | ----------------------- | -------------- | ----------------------------- | ------------------- |
| Pròleg   | 24 de ago | Weimar – Weimar                     | pròleg                  | 2,7            | Filippo Ganna                 | Filippo Ganna       |
| 1a etapa | 25 de ago | Weimar – Meiningen                  | etapa accidentada       | 171,7          | Caleb Ewan                    | Filippo Ganna       |
| 2a etapa | 26 de ago | Meiningen – Marburg                 | etapa accidentada       | 200,7          | Alexander Kristoff            | Alberto Bettiol     |
| 3a etapa | 27 de ago | Friburg de Brisgòvia – Schauinsland | etapa de mitja muntanya | 148,9          | Adam Yates                    | Adam Yates          |
| 4a etapa | 28 de ago | Schiltach – Stuttgart               | etapa accidentada       | 186,6          | Peio Bilbao López de Armentia | Adam Yates          |

### Pròleg
| \| Classificació de l'etapa \| Classificació de l'etapa \| Classificació de l'etapa \| Classificació de l'etapa \| Classificació de l'etapa \| \| Corredor \| Corredor \| Equip \| Temps \| \| \| ------------------------ \| ------------------------ \| ------------------------ \| ------------------------ \| ------------------------ \| \| 1r \| Filippo Ganna \| Ineos Grenadiers \| 2' 56" \| \| \| 2n \| Bauke Mollema \| Trek-Segafredo \| + 2" \| \| \| 3r \| Nils Politt \| Bora-Hansgrohe \| + 3" \| \| \| 4t \| Mick van Dijke \| Jumbo-Visma \| + 5" \| \| \| 5è \| Yves Lampaert \| Quick-Step Alpha Vinyl \| + 5" \| \| \| 6è \| Ben Healy \| EF Education-EasyPost \| + 5" \| \| \| 7è \| Adam Yates \| Ineos Grenadiers \| + 6" \| \| \| 8è \| Alberto Bettiol \| EF Education-EasyPost \| + 6" \| \| \| 9è \| Tobias Foss \| Jumbo-Visma \| + 6" \| \| \| 10è \| Kim Heiduk \| Ineos Grenadiers \| + 6" \| \| |                 |                        |        |
| |                 |                        |        |
| Font: ProCyclingStats |                 |                        |        |
| Classificació de l'etapa |                 |                        |        |
| Corredor | Corredor        | Equip                  | Temps  |
| 1r | Filippo Ganna   | Ineos Grenadiers       | 2' 56" |
| 2n | Bauke Mollema   | Trek-Segafredo         | + 2"   |
| 3r | Nils Politt     | Bora-Hansgrohe         | + 3"   |
| 4t | Mick van Dijke  | Jumbo-Visma            | + 5"   |
| 5è | Yves Lampaert   | Quick-Step Alpha Vinyl | + 5"   |
| 6è | Ben Healy       | EF Education-EasyPost  | + 5"   |
| 7è | Adam Yates      | Ineos Grenadiers       | + 6"   |
| 8è | Alberto Bettiol | EF Education-EasyPost  | + 6"   |
| 9è | Tobias Foss     | Jumbo-Visma            | + 6"   |
| 10è | Kim Heiduk      | Ineos Grenadiers       | + 6"   |

| \| Classificació general \| Classificació general \| Classificació general \| Classificació general \| Classificació general \| \| Corredor \| Corredor \| Equip \| Temps \| \| \| --------------------- \| --------------------- \| ---------------------- \| --------------------- \| --------------------- \| \| 1r \| Filippo Ganna \| Ineos Grenadiers \| 2' 56" \| \| \| 2n \| Bauke Mollema \| Trek-Segafredo \| + 2" \| \| \| 3r \| Nils Politt \| Bora-Hansgrohe \| + 3" \| \| \| 4t \| Mick van Dijke \| Jumbo-Visma \| + 5" \| \| \| 5è \| Yves Lampaert \| Quick-Step Alpha Vinyl \| + 5" \| \| \| 6è \| Ben Healy \| EF Education-EasyPost \| + 5" \| \| \| 7è \| Adam Yates \| Ineos Grenadiers \| + 6" \| \| \| 8è \| Alberto Bettiol \| EF Education-EasyPost \| + 6" \| \| \| 9è \| Tobias Foss \| Jumbo-Visma \| + 6" \| \| \| 10è \| Kim Heiduk \| Ineos Grenadiers \| + 6" \| \| |                 |                        |        |
| |                 |                        |        |
| Font: ProCyclingStats |                 |                        |        |
| Classificació general |                 |                        |        |
| Corredor | Corredor        | Equip                  | Temps  |
| 1r | Filippo Ganna   | Ineos Grenadiers       | 2' 56" |
| 2n | Bauke Mollema   | Trek-Segafredo         | + 2"   |
| 3r | Nils Politt     | Bora-Hansgrohe         | + 3"   |
| 4t | Mick van Dijke  | Jumbo-Visma            | + 5"   |
| 5è | Yves Lampaert   | Quick-Step Alpha Vinyl | + 5"   |
| 6è | Ben Healy       | EF Education-EasyPost  | + 5"   |
| 7è | Adam Yates      | Ineos Grenadiers       | + 6"   |
| 8è | Alberto Bettiol | EF Education-EasyPost  | + 6"   |
| 9è | Tobias Foss     | Jumbo-Visma            | + 6"   |
| 10è | Kim Heiduk      | Ineos Grenadiers       | + 6"   |

### Etapa 1
| \| Classificació de l'etapa \| Classificació de l'etapa \| Classificació de l'etapa \| Classificació de l'etapa \| Classificació de l'etapa \| \| Corredor \| Corredor \| Equip \| Temps \| \| \| ------------------------ \| ------------------------ \| ---------------------------------- \| ------------------------ \| ------------------------ \| \| 1r \| Caleb Ewan \| Lotto-Soudal \| 4h 01' 54" \| \| \| 2n \| Jonathan Milan \| Bahrain Victorious \| + 0" \| \| \| 3r \| Max Kanter \| Movistar Team \| + 0" \| \| \| 4t \| Felix Groß \| UAE Team Emirates \| + 0" \| \| \| 5è \| Florian Sénéchal \| Quick-Step Alpha Vinyl \| + 0" \| \| \| 6è \| Alexander Kristoff \| Intermarché-Wanty-Gobert Matériaux \| + 0" \| \| \| 7è \| Jérémy Lecroq \| B&B Hotels-KTM \| + 0" \| \| \| 8è \| Tim Torn Teutenberg \| Leopard Pro Cycling \| + 0" \| \| \| 9è \| Lawrence Naesen \| AG2R Citroën Team \| + 0" \| \| \| 10è \| Marius Mayrhofer \| Team DSM \| + 0" \| \| |                     |                                    |            |
| |                     |                                    |            |
| Font: ProCyclingStats |                     |                                    |            |
| Classificació de l'etapa |                     |                                    |            |
| Corredor | Corredor            | Equip                              | Temps      |
| 1r | Caleb Ewan          | Lotto-Soudal                       | 4h 01' 54" |
| 2n | Jonathan Milan      | Bahrain Victorious                 | + 0"       |
| 3r | Max Kanter          | Movistar Team                      | + 0"       |
| 4t | Felix Groß          | UAE Team Emirates                  | + 0"       |
| 5è | Florian Sénéchal    | Quick-Step Alpha Vinyl             | + 0"       |
| 6è | Alexander Kristoff  | Intermarché-Wanty-Gobert Matériaux | + 0"       |
| 7è | Jérémy Lecroq       | B&B Hotels-KTM                     | + 0"       |
| 8è | Tim Torn Teutenberg | Leopard Pro Cycling                | + 0"       |
| 9è | Lawrence Naesen     | AG2R Citroën Team                  | + 0"       |
| 10è | Marius Mayrhofer    | Team DSM                           | + 0"       |

| \| Classificació general \| Classificació general \| Classificació general \| Classificació general \| Classificació general \| \| Corredor \| Corredor \| Equip \| Temps \| \| \| --------------------- \| --------------------- \| ---------------------------- \| --------------------- \| --------------------- \| \| 1r \| Filippo Ganna \| Ineos Grenadiers \| 4h 04' 53" \| \| \| 2n \| Bauke Mollema \| Trek-Segafredo \| + 2" \| \| \| 3r \| Jonathan Milan \| Bahrain Victorious \| + 3" \| \| \| 4t \| Nils Politt \| Bora-Hansgrohe \| + 3" \| \| \| 5è \| Mick van Dijke \| Jumbo-Visma \| + 5" \| \| \| 6è \| Adam Yates \| Ineos Grenadiers \| + 6" \| \| \| 7è \| Alberto Bettiol \| EF Education-EasyPost \| + 6" \| \| \| 8è \| Tobias Foss \| Jumbo-Visma \| + 6" \| \| \| 9è \| Kim Heiduk \| Ineos Grenadiers \| + 6" \| \| \| 10è \| Lars Boven \| Jumbo-Visma Development Team \| + 7" \| \| |                 |                              |            |
| |                 |                              |            |
| Font: ProCyclingStats |                 |                              |            |
| Classificació general |                 |                              |            |
| Corredor | Corredor        | Equip                        | Temps      |
| 1r | Filippo Ganna   | Ineos Grenadiers             | 4h 04' 53" |
| 2n | Bauke Mollema   | Trek-Segafredo               | + 2"       |
| 3r | Jonathan Milan  | Bahrain Victorious           | + 3"       |
| 4t | Nils Politt     | Bora-Hansgrohe               | + 3"       |
| 5è | Mick van Dijke  | Jumbo-Visma                  | + 5"       |
| 6è | Adam Yates      | Ineos Grenadiers             | + 6"       |
| 7è | Alberto Bettiol | EF Education-EasyPost        | + 6"       |
| 8è | Tobias Foss     | Jumbo-Visma                  | + 6"       |
| 9è | Kim Heiduk      | Ineos Grenadiers             | + 6"       |
| 10è | Lars Boven      | Jumbo-Visma Development Team | + 7"       |

### Etapa 2
| \| Classificació de l'etapa \| Classificació de l'etapa \| Classificació de l'etapa \| Classificació de l'etapa \| Classificació de l'etapa \| \| Corredor \| Corredor \| Equip \| Temps \| \| \| ------------------------ \| ------------------------ \| ---------------------------------- \| ------------------------ \| ------------------------ \| \| 1r \| Alexander Kristoff \| Intermarché-Wanty-Gobert Matériaux \| 4h 57' 37" \| \| \| 2n \| Florian Sénéchal \| Quick-Step Alpha Vinyl \| + 0" \| \| \| 3r \| Alberto Bettiol \| EF Education-EasyPost \| + 0" \| \| \| 4t \| Greg Van Avermaet \| AG2R Citroën Team \| + 0" \| \| \| 5è \| Max Kanter \| Movistar Team \| + 0" \| \| \| 6è \| Matthew Holmes \| Lotto-Soudal \| + 0" \| \| \| 7è \| Lilian Calmejane \| AG2R Citroën Team \| + 0" \| \| \| 8è \| Patrick Konrad \| Bora-Hansgrohe \| + 0" \| \| \| 9è \| Mikkel Bjerg \| UAE Team Emirates \| + 0" \| \| \| 10è \| Georg Zimmermann \| Intermarché-Wanty-Gobert Matériaux \| + 0" \| \| |                    |                                    |            |
| |                    |                                    |            |
| Font: ProCyclingStats |                    |                                    |            |
| Classificació de l'etapa |                    |                                    |            |
| Corredor | Corredor           | Equip                              | Temps      |
| 1r | Alexander Kristoff | Intermarché-Wanty-Gobert Matériaux | 4h 57' 37" |
| 2n | Florian Sénéchal   | Quick-Step Alpha Vinyl             | + 0"       |
| 3r | Alberto Bettiol    | EF Education-EasyPost              | + 0"       |
| 4t | Greg Van Avermaet  | AG2R Citroën Team                  | + 0"       |
| 5è | Max Kanter         | Movistar Team                      | + 0"       |
| 6è | Matthew Holmes     | Lotto-Soudal                       | + 0"       |
| 7è | Lilian Calmejane   | AG2R Citroën Team                  | + 0"       |
| 8è | Patrick Konrad     | Bora-Hansgrohe                     | + 0"       |
| 9è | Mikkel Bjerg       | UAE Team Emirates                  | + 0"       |
| 10è | Georg Zimmermann   | Intermarché-Wanty-Gobert Matériaux | + 0"       |

| \| Classificació general \| Classificació general \| Classificació general \| Classificació general \| Classificació general \| \| Corredor \| Corredor \| Equip \| Temps \| \| \| --------------------- \| --------------------- \| ---------------------------------- \| --------------------- \| --------------------- \| \| 1r \| Alberto Bettiol \| EF Education-EasyPost \| 9h 02' 27" \| \| \| 2n \| Alexander Kristoff \| Intermarché-Wanty-Gobert Matériaux \| + 0" \| \| \| 3r \| Filippo Ganna \| Ineos Grenadiers \| + 0" \| \| \| 4t \| Bauke Mollema \| Trek-Segafredo \| + 2" \| \| \| 5è \| Mick van Dijke \| Jumbo-Visma \| + 5" \| \| \| 6è \| Adam Yates \| Ineos Grenadiers \| + 6" \| \| \| 7è \| Florian Sénéchal \| Quick-Step Alpha Vinyl \| + 6" \| \| \| 8è \| Tobias Foss \| Jumbo-Visma \| + 6" \| \| \| 9è \| Lars Boven \| Jumbo-Visma Development Team \| + 7" \| \| \| 10è \| Sean Quinn \| EF Education-EasyPost \| + 7" \| \| |                    |                                    |            |
| |                    |                                    |            |
| Font: ProCyclingStats |                    |                                    |            |
| Classificació general |                    |                                    |            |
| Corredor | Corredor           | Equip                              | Temps      |
| 1r | Alberto Bettiol    | EF Education-EasyPost              | 9h 02' 27" |
| 2n | Alexander Kristoff | Intermarché-Wanty-Gobert Matériaux | + 0"       |
| 3r | Filippo Ganna      | Ineos Grenadiers                   | + 0"       |
| 4t | Bauke Mollema      | Trek-Segafredo                     | + 2"       |
| 5è | Mick van Dijke     | Jumbo-Visma                        | + 5"       |
| 6è | Adam Yates         | Ineos Grenadiers                   | + 6"       |
| 7è | Florian Sénéchal   | Quick-Step Alpha Vinyl             | + 6"       |
| 8è | Tobias Foss        | Jumbo-Visma                        | + 6"       |
| 9è | Lars Boven         | Jumbo-Visma Development Team       | + 7"       |
| 10è | Sean Quinn         | EF Education-EasyPost              | + 7"       |

### Etapa 3
| \| Classificació de l'etapa \| Classificació de l'etapa \| Classificació de l'etapa \| Classificació de l'etapa \| Classificació de l'etapa \| \| Corredor \| Corredor \| Equip \| Temps \| \| \| ------------------------ \| ----------------------------- \| ---------------------------------- \| ------------------------ \| ------------------------ \| \| 1r \| Adam Yates \| Ineos Grenadiers \| 3h 41' 19" \| \| \| 2n \| Peio Bilbao López de Armentia \| Bahrain Victorious \| + 19" \| \| \| 3r \| Mauri Vansevenant \| Quick-Step Alpha Vinyl \| + 28" \| \| \| 4t \| Ruben Guerreiro \| EF Education-EasyPost \| + 28" \| \| \| 5è \| Georg Zimmermann \| Intermarché-Wanty-Gobert Matériaux \| + 29" \| \| \| 6è \| James Knox \| Quick-Step Alpha Vinyl \| + 31" \| \| \| 7è \| Mattias Skjelmose \| Trek-Segafredo \| + 33" \| \| \| 8è \| Laurens Huys \| Intermarché-Wanty-Gobert Matériaux \| + 34" \| \| \| 9è \| Iván Ramiro Sosa Cuervo \| Movistar Team \| + 35" \| \| \| 10è \| Sylvain Moniquet \| Lotto-Soudal \| + 36" \| \| |                               |                                    |            |
| |                               |                                    |            |
| Font: ProCyclingStats |                               |                                    |            |
| Classificació de l'etapa |                               |                                    |            |
| Corredor | Corredor                      | Equip                              | Temps      |
| 1r | Adam Yates                    | Ineos Grenadiers                   | 3h 41' 19" |
| 2n | Peio Bilbao López de Armentia | Bahrain Victorious                 | + 19"      |
| 3r | Mauri Vansevenant             | Quick-Step Alpha Vinyl             | + 28"      |
| 4t | Ruben Guerreiro               | EF Education-EasyPost              | + 28"      |
| 5è | Georg Zimmermann              | Intermarché-Wanty-Gobert Matériaux | + 29"      |
| 6è | James Knox                    | Quick-Step Alpha Vinyl             | + 31"      |
| 7è | Mattias Skjelmose             | Trek-Segafredo                     | + 33"      |
| 8è | Laurens Huys                  | Intermarché-Wanty-Gobert Matériaux | + 34"      |
| 9è | Iván Ramiro Sosa Cuervo       | Movistar Team                      | + 35"      |
| 10è | Sylvain Moniquet              | Lotto-Soudal                       | + 36"      |

| \| Classificació general \| Classificació general \| Classificació general \| Classificació general \| Classificació general \| \| Corredor \| Corredor \| Equip \| Temps \| \| \| --------------------- \| ----------------------------- \| ---------------------------------- \| --------------------- \| --------------------- \| \| 1r \| Adam Yates \| Ineos Grenadiers \| 12h 43' 39" \| \| \| 2n \| Peio Bilbao López de Armentia \| Bahrain Victorious \| + 30" \| \| \| 3r \| Mauri Vansevenant \| Quick-Step Alpha Vinyl \| + 48" \| \| \| 4t \| Mattias Skjelmose \| Trek-Segafredo \| + 48" \| \| \| 5è \| Georg Zimmermann \| Intermarché-Wanty-Gobert Matériaux \| + 49" \| \| \| 6è \| Ruben Guerreiro \| EF Education-EasyPost \| + 51" \| \| \| 7è \| James Knox \| Quick-Step Alpha Vinyl \| + 56" \| \| \| 8è \| Sylvain Moniquet \| Lotto-Soudal \| + 56" \| \| \| 9è \| Laurens Huys \| Intermarché-Wanty-Gobert Matériaux \| + 1' 02" \| \| \| 10è \| Iván Ramiro Sosa Cuervo \| Movistar Team \| + 1' 06" \| \| |                               |                                    |             |
| |                               |                                    |             |
| Font: ProCyclingStats |                               |                                    |             |
| Classificació general |                               |                                    |             |
| Corredor | Corredor                      | Equip                              | Temps       |
| 1r | Adam Yates                    | Ineos Grenadiers                   | 12h 43' 39" |
| 2n | Peio Bilbao López de Armentia | Bahrain Victorious                 | + 30"       |
| 3r | Mauri Vansevenant             | Quick-Step Alpha Vinyl             | + 48"       |
| 4t | Mattias Skjelmose             | Trek-Segafredo                     | + 48"       |
| 5è | Georg Zimmermann              | Intermarché-Wanty-Gobert Matériaux | + 49"       |
| 6è | Ruben Guerreiro               | EF Education-EasyPost              | + 51"       |
| 7è | James Knox                    | Quick-Step Alpha Vinyl             | + 56"       |
| 8è | Sylvain Moniquet              | Lotto-Soudal                       | + 56"       |
| 9è | Laurens Huys                  | Intermarché-Wanty-Gobert Matériaux | + 1' 02"    |
| 10è | Iván Ramiro Sosa Cuervo       | Movistar Team                      | + 1' 06"    |

### Etapa 4
| \| Classificació de l'etapa \| Classificació de l'etapa \| Classificació de l'etapa \| Classificació de l'etapa \| Classificació de l'etapa \| \| Corredor \| Corredor \| Equip \| Temps \| \| \| ------------------------ \| ----------------------------- \| ---------------------------------- \| ------------------------ \| ------------------------ \| \| 1r \| Peio Bilbao López de Armentia \| Bahrain Victorious \| 4h 11' 19" \| \| \| 2n \| Ruben Guerreiro \| EF Education-EasyPost \| + 0" \| \| \| 3r \| Georg Zimmermann \| Intermarché-Wanty-Gobert Matériaux \| + 0" \| \| \| 4t \| Sylvain Moniquet \| Lotto-Soudal \| + 0" \| \| \| 5è \| Adam Yates \| Ineos Grenadiers \| + 0" \| \| \| 6è \| Davide Formolo \| UAE Team Emirates \| + 0" \| \| \| 7è \| Alberto Bettiol \| EF Education-EasyPost \| + 0" \| \| \| 8è \| Mauri Vansevenant \| Quick-Step Alpha Vinyl \| + 0" \| \| \| 9è \| James Knox \| Quick-Step Alpha Vinyl \| + 0" \| \| \| 10è \| Hermann Pernsteiner \| Bahrain Victorious \| + 0" \| \| |                               |                                    |            |
| |                               |                                    |            |
| Font: ProCyclingStats |                               |                                    |            |
| Classificació de l'etapa |                               |                                    |            |
| Corredor | Corredor                      | Equip                              | Temps      |
| 1r | Peio Bilbao López de Armentia | Bahrain Victorious                 | 4h 11' 19" |
| 2n | Ruben Guerreiro               | EF Education-EasyPost              | + 0"       |
| 3r | Georg Zimmermann              | Intermarché-Wanty-Gobert Matériaux | + 0"       |
| 4t | Sylvain Moniquet              | Lotto-Soudal                       | + 0"       |
| 5è | Adam Yates                    | Ineos Grenadiers                   | + 0"       |
| 6è | Davide Formolo                | UAE Team Emirates                  | + 0"       |
| 7è | Alberto Bettiol               | EF Education-EasyPost              | + 0"       |
| 8è | Mauri Vansevenant             | Quick-Step Alpha Vinyl             | + 0"       |
| 9è | James Knox                    | Quick-Step Alpha Vinyl             | + 0"       |
| 10è | Hermann Pernsteiner           | Bahrain Victorious                 | + 0"       |

## Classificació final
| \| Classificació general \| Classificació general \| Classificació general \| Classificació general \| Classificació general \| \| Corredor \| Corredor \| Equip \| Temps \| \| \| --------------------- \| ----------------------------- \| ---------------------------------- \| --------------------- \| --------------------- \| \| 1r \| Adam Yates \| Ineos Grenadiers \| 16h 54' 56" \| \| \| 2n \| Peio Bilbao López de Armentia \| Bahrain Victorious \| + 22" \| \| \| 3r \| Ruben Guerreiro \| EF Education-EasyPost \| + 44" \| \| \| 4t \| Georg Zimmermann \| Intermarché-Wanty-Gobert Matériaux \| + 47" \| \| \| 5è \| Mauri Vansevenant \| Quick-Step Alpha Vinyl \| + 49" \| \| \| 6è \| James Knox \| Quick-Step Alpha Vinyl \| + 58" \| \| \| 7è \| Sylvain Moniquet \| Lotto-Soudal \| + 58" \| \| \| 8è \| Antonio Pedrero López \| Movistar Team \| + 1' 14" \| \| \| 9è \| Iván Ramiro Sosa Cuervo \| Movistar Team \| + 1' 36" \| \| \| 10è \| Davide Formolo \| UAE Team Emirates \| + 1' 44" \| \| |                               |                                    |             |
| |                               |                                    |             |
| Font: ProCyclingStats |                               |                                    |             |
| Classificació general |                               |                                    |             |
| Corredor | Corredor                      | Equip                              | Temps       |
| 1r | Adam Yates                    | Ineos Grenadiers                   | 16h 54' 56" |
| 2n | Peio Bilbao López de Armentia | Bahrain Victorious                 | + 22"       |
| 3r | Ruben Guerreiro               | EF Education-EasyPost              | + 44"       |
| 4t | Georg Zimmermann              | Intermarché-Wanty-Gobert Matériaux | + 47"       |
| 5è | Mauri Vansevenant             | Quick-Step Alpha Vinyl             | + 49"       |
| 6è | James Knox                    | Quick-Step Alpha Vinyl             | + 58"       |
| 7è | Sylvain Moniquet              | Lotto-Soudal                       | + 58"       |
| 8è | Antonio Pedrero López         | Movistar Team                      | + 1' 14"    |
| 9è | Iván Ramiro Sosa Cuervo       | Movistar Team                      | + 1' 36"    |
| 10è | Davide Formolo                | UAE Team Emirates                  | + 1' 44"    |

## Classificacions secundàries

### Classificació per punts
| Classificació per punts | Classificació per punts       | Classificació per punts            | Classificació per punts | Classificació per punts |
| Corredor                | Corredor                      | Equip                              | Punts                   |                         |
| ----------------------- | ----------------------------- | ---------------------------------- | ----------------------- | ----------------------- |
| 1r                      | Peio Bilbao López de Armentia | Bahrain Victorious                 | 27 pts                  |                         |
| 2n                      | Adam Yates                    | Ineos Grenadiers                   | 25 pts                  |                         |
| 3r                      | Alexander Kristoff            | Intermarché-Wanty-Gobert Matériaux | 20 pts                  |                         |
| 4t                      | Ruben Guerreiro               | EF Education-EasyPost              | 19 pts                  |                         |
| 5è                      | Florian Sénéchal              | Quick-Step Alpha Vinyl             | 18 pts                  |                         |
| 6è                      | Bauke Mollema                 | Trek-Segafredo                     | 17 pts                  |                         |
| 7è                      | Michiel Stockman              | Saris Rouvy Sauerland Team         | 16 pts                  |                         |
| 8è                      | Georg Zimmermann              | Intermarché-Wanty-Gobert Matériaux | 16 pts                  |                         |
| 9è                      | Alberto Bettiol               | EF Education-EasyPost              | 16 pts                  |                         |
| 10è                     | Filippo Ganna                 | Ineos Grenadiers                   | 15 pts                  |                         |

### Classificació de la muntanya
| Classificació de la muntanya | Classificació de la muntanya  | Classificació de la muntanya | Classificació de la muntanya | Classificació de la muntanya |
| Corredor                     | Corredor                      | Equip                        | Punts                        |                              |
| ---------------------------- | ----------------------------- | ---------------------------- | ---------------------------- | ---------------------------- |
| 1r                           | Jakob Geßner                  | Team Lotto-Kern Haus         | 18 pts                       |                              |
| 2n                           | Romain Bardet                 | Team DSM                     | 12 pts                       |                              |
| 3r                           | Roman Duckert                 | Dauner-AKKON                 | 7 pts                        |                              |
| 4t                           | Frederik Rasmann              | Dauner-AKKON                 | 6 pts                        |                              |
| 5è                           | Peio Bilbao López de Armentia | Bahrain Victorious           | 6 pts                        |                              |
| 6è                           | Michiel Stockman              | Saris Rouvy Sauerland Team   | 6 pts                        |                              |
| 7è                           | Adam Yates                    | Ineos Grenadiers             | 5 pts                        |                              |
| 8è                           | Jan Hugger                    | Team Lotto-Kern Haus         | 5 pts                        |                              |
| 9è                           | Mauri Vansevenant             | Quick-Step Alpha Vinyl       | 4 pts                        |                              |
| 10è                          | Mick van Dijke                | Jumbo-Visma                  | 4 pts                        |                              |

### Classificació dels joves
| Classificació del millor jove | Classificació del millor jove | Classificació del millor jove      | Classificació del millor jove | Classificació del millor jove |
| Corredor                      | Corredor                      | Equip                              | Temps                         |                               |
| ----------------------------- | ----------------------------- | ---------------------------------- | ----------------------------- | ----------------------------- |
| 1r                            | Georg Zimmermann              | Intermarché-Wanty-Gobert Matériaux | 16h 55' 43"                   |                               |
| 2n                            | Mauri Vansevenant             | Quick-Step Alpha Vinyl             | + 2"                          |                               |
| 3r                            | Sylvain Moniquet              | Lotto-Soudal                       | + 11"                         |                               |
| 4t                            | Iván Ramiro Sosa Cuervo       | Movistar Team                      | + 49"                         |                               |
| 5è                            | Gijs Leemreize                | Jumbo-Visma                        | + 2' 03"                      |                               |
| 6è                            | Mikkel Bjerg                  | UAE Team Emirates                  | + 2' 15"                      |                               |
| 7è                            | Einer Rubio                   | Movistar Team                      | + 2' 48"                      |                               |
| 8è                            | Maxime Chevalier              | B&B Hotels-KTM                     | + 3' 14"                      |                               |
| 9è                            | Barnabás Peák                 | Intermarché-Wanty-Gobert Matériaux | + 3' 27"                      |                               |
| 10è                           | Johannes Adamietz             | Saris Rouvy Sauerland Team         | + 3' 58"                      |                               |

### Classificació per equips
| Classificació per equips | Classificació per equips           | Classificació per equips | Classificació per equips |
| Equip                    | Equip                              | Temps                    |                          |
| ------------------------ | ---------------------------------- | ------------------------ | ------------------------ |
| 1r                       | Movistar Team                      | 50h 50' 49"              |                          |
| 2n                       | Intermarché-Wanty-Gobert Matériaux | + 23"                    |                          |
| 3r                       | EF Education-EasyPost              | + 56"                    |                          |
| 4t                       | UAE Team Emirates                  | + 1' 26"                 |                          |
| 5è                       | Jumbo-Visma                        | + 7' 35"                 |                          |

## Evolució de les classificacions
| Etapa                  | Vencedor               | Classificació general | Classificació de la muntanya | Classificació per punts | Classificació dels joves | Classificació per equips |
| ---------------------- | ---------------------- | --------------------- | ---------------------------- | ----------------------- | ------------------------ | ------------------------ |
| P                      | Filippo Ganna          | Filippo Ganna         | Filippo Ganna                | Olav Kooij              | Mick van Dijke           | Ineos Grenadiers         |
| 1                      | Caleb Ewan             | Filippo Ganna         | Filippo Ganna                | Jakob Geßner            | Jonathan Milan           | EF Education-EasyPost    |
| 2                      | Alexander Kristoff     | Alberto Bettiol       | Alexander Kristoff           | Jakob Geßner            | Mick van Dijke           | EF Education-EasyPost    |
| 3                      | Adam Yates             | Adam Yates            | Alexander Kristoff           | Jakob Geßner            | Mattias Skjelmose Jensen | Movistar Team            |
| 4                      | Pello Bilbao           | Adam Yates            | Pello Bilbao                 | Jakob Geßner            | Georg Zimmermann         | Movistar Team            |
| Classificacions finals | Classificacions finals | Adam Yates            | Pello Bilbao                 | Jakob Geßner            | Georg Zimmermann         | Movistar Team            |

## Llista de participants
| Bora-Hansgrohe BOH | Bora-Hansgrohe BOH        | Bora-Hansgrohe BOH |
| ------------------ | ------------------------- | ------------------ |
| Núm                | Ciclista                  | Pos                |
| 1                  | Nils Politt (GER)         | 36è                |
| 2                  | Emanuel Buchmann (GER)    | 16è                |
| 3                  | Felix Großschartner (AUT) | 54è                |
| 4                  | Marco Haller (AUT)        | 88è                |
| 5                  | Patrick Konrad (AUT)      | 19è                |
| 6                  | Anton Palzer (GER)        | 73è                |

| Intermarché-Wanty-Gobert Matériaux IWG | Intermarché-Wanty-Gobert Matériaux IWG | Intermarché-Wanty-Gobert Matériaux IWG |
| -------------------------------------- | -------------------------------------- | -------------------------------------- |
| Núm                                    | Ciclista                               | Pos                                    |
| 11                                     | Alexander Kristoff (NOR)               | 60è                                    |
| 12                                     | Sven Erik Bystrøm (NOR)                | 25è                                    |
| 13                                     | Théo Delacroix (FRA)                   | 47è                                    |
| 14                                     | Laurens Huys (BEL)                     | 32è                                    |
| 15                                     | Barnabás Peák (HUN)                    | 21è                                    |
| 16                                     | Georg Zimmermann (GER)                 | 4t                                     |

| Quick-Step Alpha Vinyl QST | Quick-Step Alpha Vinyl QST | Quick-Step Alpha Vinyl QST |
| -------------------------- | -------------------------- | -------------------------- |
| Núm                        | Ciclista                   | Pos                        |
| 21                         | Fabio Jakobsen (NED)       | DNF-4                      |
| 22                         | James Knox (GBR)           | 6è                         |
| 23                         | Yves Lampaert (BEL)        | 92è                        |
| 24                         | Florian Sénéchal (FRA)     | 76è                        |
| 25                         | Stan Van Tricht (BEL)      | 53è                        |
| 26                         | Mauri Vansevenant (BEL)    | 5è                         |

| Ineos Grenadiers IGD | Ineos Grenadiers IGD    | Ineos Grenadiers IGD |
| -------------------- | ----------------------- | -------------------- |
| Núm                  | Ciclista                | Pos                  |
| 31                   | Adam Yates (GBR)        | 1r                   |
| 32                   | Egan Bernal Gómez (COL) | DNF-4                |
| 33                   | Laurens De Plus (BEL)   | DNF-4                |
| 34                   | Filippo Ganna (ITA)     | 44è                  |
| 35                   | Kim Heiduk (GER)        | 85è                  |
| 36                   | Ben Tulett (GBR)        | 55è                  |

| Team DSM DSM | Team DSM DSM           | Team DSM DSM |
| ------------ | ---------------------- | ------------ |
| Núm          | Ciclista               | Pos          |
| 41           | Romain Bardet (FRA)    | 33è          |
| 42           | Nico Denz (GER)        | 78è          |
| 43           | Marius Mayrhofer (GER) | DNF-4        |
| 44           | Tim Naberman (NED)     | 99è          |
| 45           | Florian Stork (GER)    | 46è          |
| 46           | Sam Welsford (AUS)     | 97è          |

| Israel-Premier Tech IPT | Israel-Premier Tech IPT | Israel-Premier Tech IPT |
| ----------------------- | ----------------------- | ----------------------- |
| Núm                     | Ciclista                | Pos                     |
| 51                      | James Piccoli (CAN)     | 43è                     |
| 52                      | Sebastian Berwick (AUS) | DNF-1                   |
| 53                      | Edo Goldstein (ISR)     | 57è                     |
| 54                      | Reto Hollenstein (SUI)  | 59è                     |
| 55                      | Guy Niv (ISR)           | 75è                     |
| 56                      | Oded Kogut (ISR)        | 98è                     |

| Bahrain Victorious TBV | Bahrain Victorious TBV              | Bahrain Victorious TBV |
| ---------------------- | ----------------------------------- | ---------------------- |
| Núm                    | Ciclista                            | Pos                    |
| 61                     | Peio Bilbao López de Armentia (ESP) | 2n                     |
| 62                     | Phil Bauhaus (GER)                  | NP-0                   |
| 63                     | Heinrich Haussler (AUS)             | 66è                    |
| 64                     | Filip Maciejuk (POL)                | 62è                    |
| 65                     | Jonathan Milan (ITA)                | 84è                    |
| 66                     | Hermann Pernsteiner (AUT)           | 13è                    |

| Lotto-Soudal LTS | Lotto-Soudal LTS                  | Lotto-Soudal LTS |
| ---------------- | --------------------------------- | ---------------- |
| Núm              | Ciclista                          | Pos              |
| 71               | Caleb Ewan (AUS)                  | DNF-4            |
| 72               | Matthew Holmes (GBR)              | 29è              |
| 73               | Reinardt Janse van Rensburg (RSA) | DNF-4            |
| 74               | Roger Kluge (GER)                 | DNF-4            |
| 75               | Sylvain Moniquet (BEL)            | 7è               |
| 76               | Harm Vanhoucke (BEL)              | DNF-4            |

| Alpecin-Deceuninck AFC | Alpecin-Deceuninck AFC    | Alpecin-Deceuninck AFC |
| ---------------------- | ------------------------- | ---------------------- |
| Núm                    | Ciclista                  | Pos                    |
| 81                     | Maurice Ballerstedt (GER) | 80è                    |
| 82                     | Tobias Bayer (AUT)        | 56è                    |
| 83                     | Alexander Krieger (GER)   | 68è                    |
| 84                     | Jakub Mareczko (ITA)      | FC-1                   |
| 85                     | Scott Thwaites (GBR)      | 65è                    |
| 86                     | Henri Uhlig (GER)         | 74è                    |

| UAE Team Emirates UAD | UAE Team Emirates UAD         | UAE Team Emirates UAD |
| --------------------- | ----------------------------- | --------------------- |
| Núm                   | Ciclista                      | Pos                   |
| 91                    | Fernando Gaviria Rendón (COL) | DNF-2                 |
| 92                    | George Bennett (NZL)          | 15è                   |
| 93                    | Mikkel Bjerg (DEN)            | 17è                   |
| 94                    | Alessandro Covi (ITA)         | 67è                   |
| 95                    | Davide Formolo (ITA)          | 10è                   |
| 96                    | Felix Groß (GER)              | 87è                   |

| Alemanya GER | Alemanya GER        | Alemanya GER |
| ------------ | ------------------- | ------------ |
| Núm          | Ciclista            | Pos          |
| 101          | Simon Geschke       | 27è          |
| 102          | Pirmin Benz         | 79è          |
| 103          | Moritz Kretschy     | 91è          |
| 104          | Jannis Peter        | 30è          |
| 105          | Jonas Rapp          | 58è          |
| 106          | Tim Torn Teutenberg | 72è          |

| AG2R Citroën Team ACT | AG2R Citroën Team ACT   | AG2R Citroën Team ACT |
| --------------------- | ----------------------- | --------------------- |
| Núm                   | Ciclista                | Pos                   |
| 111                   | Greg Van Avermaet (BEL) | 41è                   |
| 112                   | Clément Berthet (FRA)   | 23è                   |
| 113                   | Geoffrey Bouchard (FRA) | 12è                   |
| 114                   | Lilian Calmejane (FRA)  | 37è                   |
| 115                   | Lawrence Naesen (BEL)   | 71è                   |
| 116                   | Michael Schär (SUI)     | 28è                   |

| Trek-Segafredo TFS | Trek-Segafredo TFS           | Trek-Segafredo TFS |
| ------------------ | ---------------------------- | ------------------ |
| Núm                | Ciclista                     | Pos                |
| 121                | Bauke Mollema (NED)          | 26è                |
| 122                | Tony Gallopin (FRA)          | DNF-4              |
| 123                | Amanuel Gebrezgabihier (ERI) | 96è                |
| 124                | Asbjørn Hellemose (DEN)      | 45è                |
| 125                | Mattias Skjelmose (DEN)      | DNF-4              |
| 126                | Simon Pellaud (SUI)          | 69è                |

| EF Education-EasyPost EFE | EF Education-EasyPost EFE  | EF Education-EasyPost EFE |
| ------------------------- | -------------------------- | ------------------------- |
| Núm                       | Ciclista                   | Pos                       |
| 131                       | Alberto Bettiol (ITA)      | 11è                       |
| 132                       | Ruben Guerreiro (POR)      | 3r                        |
| 133                       | Odd Christian Eiking (NOR) | 39è                       |
| 134                       | Ben Healy (IRL)            | 50è                       |
| 135                       | Sean Quinn (USA)           | DNF-4                     |
| 136                       | Jonas Rutsch (GER)         | 63è                       |

| B&B Hotels-KTM BBK | B&B Hotels-KTM BBK          | B&B Hotels-KTM BBK |
| ------------------ | --------------------------- | ------------------ |
| Núm                | Ciclista                    | Pos                |
| 141                | Sebastian Schönberger (AUT) | 34è                |
| 142                | Alan Boileau (FRA)          | 24è                |
| 143                | Maxime Chevalier (FRA)      | 20è                |
| 144                | Miguel Heidemann (GER)      | 48è                |
| 145                | Quentin Jauregui (FRA)      | DNF-2              |
| 146                | Jérémy Lecroq (FRA)         | 86è                |

| Movistar Team MOV | Movistar Team MOV                  | Movistar Team MOV |
| ----------------- | ---------------------------------- | ----------------- |
| Núm               | Ciclista                           | Pos               |
| 151               | Iván Ramiro Sosa Cuervo (COL)      | 9è                |
| 152               | Juri Hollmann (GER)                | NP-4              |
| 153               | Max Kanter (GER)                   | NP-4              |
| 154               | Antonio Pedrero López (ESP)        | 8è                |
| 155               | Óscar Rodríguez Garaicoechea (ESP) | 35è               |
| 156               | Einer Rubio (COL)                  | 18è               |

| Jumbo-Visma TJV | Jumbo-Visma TJV          | Jumbo-Visma TJV |
| --------------- | ------------------------ | --------------- |
| Núm             | Ciclista                 | Pos             |
| 161             | Olav Kooij (NED)         | NP-1            |
| 162             | Lars Boven (NED)         | 42è             |
| 163             | Tobias Foss (NOR)        | 31è             |
| 164             | Gijs Leemreize (NED)     | 14è             |
| 165             | Tosh Van der Sande (BEL) | 51è             |
| 166             | Mick van Dijke (NED)     | 40è             |

| Dauner-AKKON TDA | Dauner-AKKON TDA          | Dauner-AKKON TDA |
| ---------------- | ------------------------- | ---------------- |
| Núm              | Ciclista                  | Pos              |
| 171              | Frederik Rasmann (GER)    | 83è              |
| 172              | Roman Duckert (GER)       | 61è              |
| 173              | Paul Gehrke (GER)         | DNF-4            |
| 174              | Jonas Messerschmidt (GER) | 49è              |
| 175              | Byron Munton (RSA)        | DNF-4            |
| 176              | Noé Ury (LUX)             | 90è              |

| Team Lotto-Kern Haus LKH | Team Lotto-Kern Haus LKH | Team Lotto-Kern Haus LKH |
| ------------------------ | ------------------------ | ------------------------ |
| Núm                      | Ciclista                 | Pos                      |
| 181                      | Jakob Geßner (GER)       | 81è                      |
| 182                      | Jan Hugger (GER)         | 64è                      |
| 183                      | Joshua Huppertz (GER)    | 94è                      |
| 184                      | Marcel Meisen (GER)      | 95è                      |
| 185                      | Alexander Tarlton (GER)  | 38è                      |
| 186                      | Ole Theiler (GER)        | 93è                      |

| Saris Rouvy Sauerland Team SVL | Saris Rouvy Sauerland Team SVL  | Saris Rouvy Sauerland Team SVL |
| ------------------------------ | ------------------------------- | ------------------------------ |
| Núm                            | Ciclista                        | Pos                            |
| 191                            | Johannes Adamietz (GER)         | 22è                            |
| 192                            | Julian Borresch (GER)           | 77è                            |
| 193                            | Jon Knolle (GER)                | 89è                            |
| 194                            | Per Christian Münstermann (GER) | 82è                            |
| 195                            | Abram Stockman (BEL)            | 52è                            |
| 196                            | Michiel Stockman (BEL)          | 70è                            |

| Bora-Hansgrohe BOH | Bora-Hansgrohe BOH        | Bora-Hansgrohe BOH |
| ------------------ | ------------------------- | ------------------ |
| Núm                | Ciclista                  | Pos                |
| 1                  | Nils Politt (GER)         | 36è                |
| 2                  | Emanuel Buchmann (GER)    | 16è                |
| 3                  | Felix Großschartner (AUT) | 54è                |
| 4                  | Marco Haller (AUT)        | 88è                |
| 5                  | Patrick Konrad (AUT)      | 19è                |
| 6                  | Anton Palzer (GER)        | 73è                |

| Intermarché-Wanty-Gobert Matériaux IWG | Intermarché-Wanty-Gobert Matériaux IWG | Intermarché-Wanty-Gobert Matériaux IWG |
| -------------------------------------- | -------------------------------------- | -------------------------------------- |
| Núm                                    | Ciclista                               | Pos                                    |
| 11                                     | Alexander Kristoff (NOR)               | 60è                                    |
| 12                                     | Sven Erik Bystrøm (NOR)                | 25è                                    |
| 13                                     | Théo Delacroix (FRA)                   | 47è                                    |
| 14                                     | Laurens Huys (BEL)                     | 32è                                    |
| 15                                     | Barnabás Peák (HUN)                    | 21è                                    |
| 16                                     | Georg Zimmermann (GER)                 | 4t                                     |

| Quick-Step Alpha Vinyl QST | Quick-Step Alpha Vinyl QST | Quick-Step Alpha Vinyl QST |
| -------------------------- | -------------------------- | -------------------------- |
| Núm                        | Ciclista                   | Pos                        |
| 21                         | Fabio Jakobsen (NED)       | DNF-4                      |
| 22                         | James Knox (GBR)           | 6è                         |
| 23                         | Yves Lampaert (BEL)        | 92è                        |
| 24                         | Florian Sénéchal (FRA)     | 76è                        |
| 25                         | Stan Van Tricht (BEL)      | 53è                        |
| 26                         | Mauri Vansevenant (BEL)    | 5è                         |

| Ineos Grenadiers IGD | Ineos Grenadiers IGD    | Ineos Grenadiers IGD |
| -------------------- | ----------------------- | -------------------- |
| Núm                  | Ciclista                | Pos                  |
| 31                   | Adam Yates (GBR)        | 1r                   |
| 32                   | Egan Bernal Gómez (COL) | DNF-4                |
| 33                   | Laurens De Plus (BEL)   | DNF-4                |
| 34                   | Filippo Ganna (ITA)     | 44è                  |
| 35                   | Kim Heiduk (GER)        | 85è                  |
| 36                   | Ben Tulett (GBR)        | 55è                  |

| Team DSM DSM | Team DSM DSM           | Team DSM DSM |
| ------------ | ---------------------- | ------------ |
| Núm          | Ciclista               | Pos          |
| 41           | Romain Bardet (FRA)    | 33è          |
| 42           | Nico Denz (GER)        | 78è          |
| 43           | Marius Mayrhofer (GER) | DNF-4        |
| 44           | Tim Naberman (NED)     | 99è          |
| 45           | Florian Stork (GER)    | 46è          |
| 46           | Sam Welsford (AUS)     | 97è          |

| Israel-Premier Tech IPT | Israel-Premier Tech IPT | Israel-Premier Tech IPT |
| ----------------------- | ----------------------- | ----------------------- |
| Núm                     | Ciclista                | Pos                     |
| 51                      | James Piccoli (CAN)     | 43è                     |
| 52                      | Sebastian Berwick (AUS) | DNF-1                   |
| 53                      | Edo Goldstein (ISR)     | 57è                     |
| 54                      | Reto Hollenstein (SUI)  | 59è                     |
| 55                      | Guy Niv (ISR)           | 75è                     |
| 56                      | Oded Kogut (ISR)        | 98è                     |

| Bahrain Victorious TBV | Bahrain Victorious TBV              | Bahrain Victorious TBV |
| ---------------------- | ----------------------------------- | ---------------------- |
| Núm                    | Ciclista                            | Pos                    |
| 61                     | Peio Bilbao López de Armentia (ESP) | 2n                     |
| 62                     | Phil Bauhaus (GER)                  | NP-0                   |
| 63                     | Heinrich Haussler (AUS)             | 66è                    |
| 64                     | Filip Maciejuk (POL)                | 62è                    |
| 65                     | Jonathan Milan (ITA)                | 84è                    |
| 66                     | Hermann Pernsteiner (AUT)           | 13è                    |

| Lotto-Soudal LTS | Lotto-Soudal LTS                  | Lotto-Soudal LTS |
| ---------------- | --------------------------------- | ---------------- |
| Núm              | Ciclista                          | Pos              |
| 71               | Caleb Ewan (AUS)                  | DNF-4            |
| 72               | Matthew Holmes (GBR)              | 29è              |
| 73               | Reinardt Janse van Rensburg (RSA) | DNF-4            |
| 74               | Roger Kluge (GER)                 | DNF-4            |
| 75               | Sylvain Moniquet (BEL)            | 7è               |
| 76               | Harm Vanhoucke (BEL)              | DNF-4            |

| Alpecin-Deceuninck AFC | Alpecin-Deceuninck AFC    | Alpecin-Deceuninck AFC |
| ---------------------- | ------------------------- | ---------------------- |
| Núm                    | Ciclista                  | Pos                    |
| 81                     | Maurice Ballerstedt (GER) | 80è                    |
| 82                     | Tobias Bayer (AUT)        | 56è                    |
| 83                     | Alexander Krieger (GER)   | 68è                    |
| 84                     | Jakub Mareczko (ITA)      | FC-1                   |
| 85                     | Scott Thwaites (GBR)      | 65è                    |
| 86                     | Henri Uhlig (GER)         | 74è                    |

| UAE Team Emirates UAD | UAE Team Emirates UAD         | UAE Team Emirates UAD |
| --------------------- | ----------------------------- | --------------------- |
| Núm                   | Ciclista                      | Pos                   |
| 91                    | Fernando Gaviria Rendón (COL) | DNF-2                 |
| 92                    | George Bennett (NZL)          | 15è                   |
| 93                    | Mikkel Bjerg (DEN)            | 17è                   |
| 94                    | Alessandro Covi (ITA)         | 67è                   |
| 95                    | Davide Formolo (ITA)          | 10è                   |
| 96                    | Felix Groß (GER)              | 87è                   |

| Alemanya GER | Alemanya GER        | Alemanya GER |
| ------------ | ------------------- | ------------ |
| Núm          | Ciclista            | Pos          |
| 101          | Simon Geschke       | 27è          |
| 102          | Pirmin Benz         | 79è          |
| 103          | Moritz Kretschy     | 91è          |
| 104          | Jannis Peter        | 30è          |
| 105          | Jonas Rapp          | 58è          |
| 106          | Tim Torn Teutenberg | 72è          |

| AG2R Citroën Team ACT | AG2R Citroën Team ACT   | AG2R Citroën Team ACT |
| --------------------- | ----------------------- | --------------------- |
| Núm                   | Ciclista                | Pos                   |
| 111                   | Greg Van Avermaet (BEL) | 41è                   |
| 112                   | Clément Berthet (FRA)   | 23è                   |
| 113                   | Geoffrey Bouchard (FRA) | 12è                   |
| 114                   | Lilian Calmejane (FRA)  | 37è                   |
| 115                   | Lawrence Naesen (BEL)   | 71è                   |
| 116                   | Michael Schär (SUI)     | 28è                   |

| Trek-Segafredo TFS | Trek-Segafredo TFS           | Trek-Segafredo TFS |
| ------------------ | ---------------------------- | ------------------ |
| Núm                | Ciclista                     | Pos                |
| 121                | Bauke Mollema (NED)          | 26è                |
| 122                | Tony Gallopin (FRA)          | DNF-4              |
| 123                | Amanuel Gebrezgabihier (ERI) | 96è                |
| 124                | Asbjørn Hellemose (DEN)      | 45è                |
| 125                | Mattias Skjelmose (DEN)      | DNF-4              |
| 126                | Simon Pellaud (SUI)          | 69è                |

| EF Education-EasyPost EFE | EF Education-EasyPost EFE  | EF Education-EasyPost EFE |
| ------------------------- | -------------------------- | ------------------------- |
| Núm                       | Ciclista                   | Pos                       |
| 131                       | Alberto Bettiol (ITA)      | 11è                       |
| 132                       | Ruben Guerreiro (POR)      | 3r                        |
| 133                       | Odd Christian Eiking (NOR) | 39è                       |
| 134                       | Ben Healy (IRL)            | 50è                       |
| 135                       | Sean Quinn (USA)           | DNF-4                     |
| 136                       | Jonas Rutsch (GER)         | 63è                       |

| B&B Hotels-KTM BBK | B&B Hotels-KTM BBK          | B&B Hotels-KTM BBK |
| ------------------ | --------------------------- | ------------------ |
| Núm                | Ciclista                    | Pos                |
| 141                | Sebastian Schönberger (AUT) | 34è                |
| 142                | Alan Boileau (FRA)          | 24è                |
| 143                | Maxime Chevalier (FRA)      | 20è                |
| 144                | Miguel Heidemann (GER)      | 48è                |
| 145                | Quentin Jauregui (FRA)      | DNF-2              |
| 146                | Jérémy Lecroq (FRA)         | 86è                |

| Movistar Team MOV | Movistar Team MOV                  | Movistar Team MOV |
| ----------------- | ---------------------------------- | ----------------- |
| Núm               | Ciclista                           | Pos               |
| 151               | Iván Ramiro Sosa Cuervo (COL)      | 9è                |
| 152               | Juri Hollmann (GER)                | NP-4              |
| 153               | Max Kanter (GER)                   | NP-4              |
| 154               | Antonio Pedrero López (ESP)        | 8è                |
| 155               | Óscar Rodríguez Garaicoechea (ESP) | 35è               |
| 156               | Einer Rubio (COL)                  | 18è               |

| Jumbo-Visma TJV | Jumbo-Visma TJV          | Jumbo-Visma TJV |
| --------------- | ------------------------ | --------------- |
| Núm             | Ciclista                 | Pos             |
| 161             | Olav Kooij (NED)         | NP-1            |
| 162             | Lars Boven (NED)         | 42è             |
| 163             | Tobias Foss (NOR)        | 31è             |
| 164             | Gijs Leemreize (NED)     | 14è             |
| 165             | Tosh Van der Sande (BEL) | 51è             |
| 166             | Mick van Dijke (NED)     | 40è             |

| Dauner-AKKON TDA | Dauner-AKKON TDA          | Dauner-AKKON TDA |
| ---------------- | ------------------------- | ---------------- |
| Núm              | Ciclista                  | Pos              |
| 171              | Frederik Rasmann (GER)    | 83è              |
| 172              | Roman Duckert (GER)       | 61è              |
| 173              | Paul Gehrke (GER)         | DNF-4            |
| 174              | Jonas Messerschmidt (GER) | 49è              |
| 175              | Byron Munton (RSA)        | DNF-4            |
| 176              | Noé Ury (LUX)             | 90è              |

| Team Lotto-Kern Haus LKH | Team Lotto-Kern Haus LKH | Team Lotto-Kern Haus LKH |
| ------------------------ | ------------------------ | ------------------------ |
| Núm                      | Ciclista                 | Pos                      |
| 181                      | Jakob Geßner (GER)       | 81è                      |
| 182                      | Jan Hugger (GER)         | 64è                      |
| 183                      | Joshua Huppertz (GER)    | 94è                      |
| 184                      | Marcel Meisen (GER)      | 95è                      |
| 185                      | Alexander Tarlton (GER)  | 38è                      |
| 186                      | Ole Theiler (GER)        | 93è                      |

| Saris Rouvy Sauerland Team SVL | Saris Rouvy Sauerland Team SVL  | Saris Rouvy Sauerland Team SVL |
| ------------------------------ | ------------------------------- | ------------------------------ |
| Núm                            | Ciclista                        | Pos                            |
| 191                            | Johannes Adamietz (GER)         | 22è                            |
| 192                            | Julian Borresch (GER)           | 77è                            |
| 193                            | Jon Knolle (GER)                | 89è                            |
| 194                            | Per Christian Münstermann (GER) | 82è                            |
| 195                            | Abram Stockman (BEL)            | 52è                            |
| 196                            | Michiel Stockman (BEL)          | 70è                            |